# Akaki Cereteli
Akaki Cereteli (gruzínsky აკაკი წერეთელი, často zvaný jen Akaki; 9. června 1840, Schvitori – 26. ledna 1915, Tbilisi) byl gruzínský básník a představitel gruzínského národního obrození.

## Život
Narodil se v oblasti Imeretie na západě Gruzie, ve významné šlechtické rodině. Jeho otcem byl kníže Rostom Cereteli, jeho matka byla kněžna Jekatěrina, pravnučka imeretského krále Solomona I. Podle staré rodinné tradice strávil dětství v rodině rolníka, ve vesnici Savane. Poté vystudoval klasické gymnázium v Kutaisi (1852) a Fakultu orientálních jazyků Petrohradské univerzity (1863). Roku 1864 se vrátil do Gruzie.
Byl blízkým přítelem knížete Ilji Čavčavadzeho, klíčové postavy gruzínského obrozeneckého hnutí. Mladá generace Gruzínců, vedená Čavčavdzem a Ceretelim, během šedesátých let 19. století protestovala proti carskému režimu a prosazovala právo na sebeurčení pro Gruzínce. Do jejich literární skupiny zvané Tergdaleulebi patřil i Važa Pšavela.
Je autorem stovek vlasteneckých, historických, lyrických a satirických básní, také humoristických příběhů a autobiografického románu. Působil také ve vzdělávacích, novinářských a divadelních institucích. Slavná gruzínská lidová píseň Suliko je založená na jeho textu.
Byl pohřben na gruzínském slavíně, v pantheonu Mtacminda. V letech 1950–1963 byly vydány jeho sebrané spisy o 15 svazcích. Velký bulvár ve městě Tbilisi je dnes pojmenován po něm, stejně jako jedna z stanic metra v Tbilisi. Jeho jméno nese také státní univerzita v Kutaisi.